# Action française

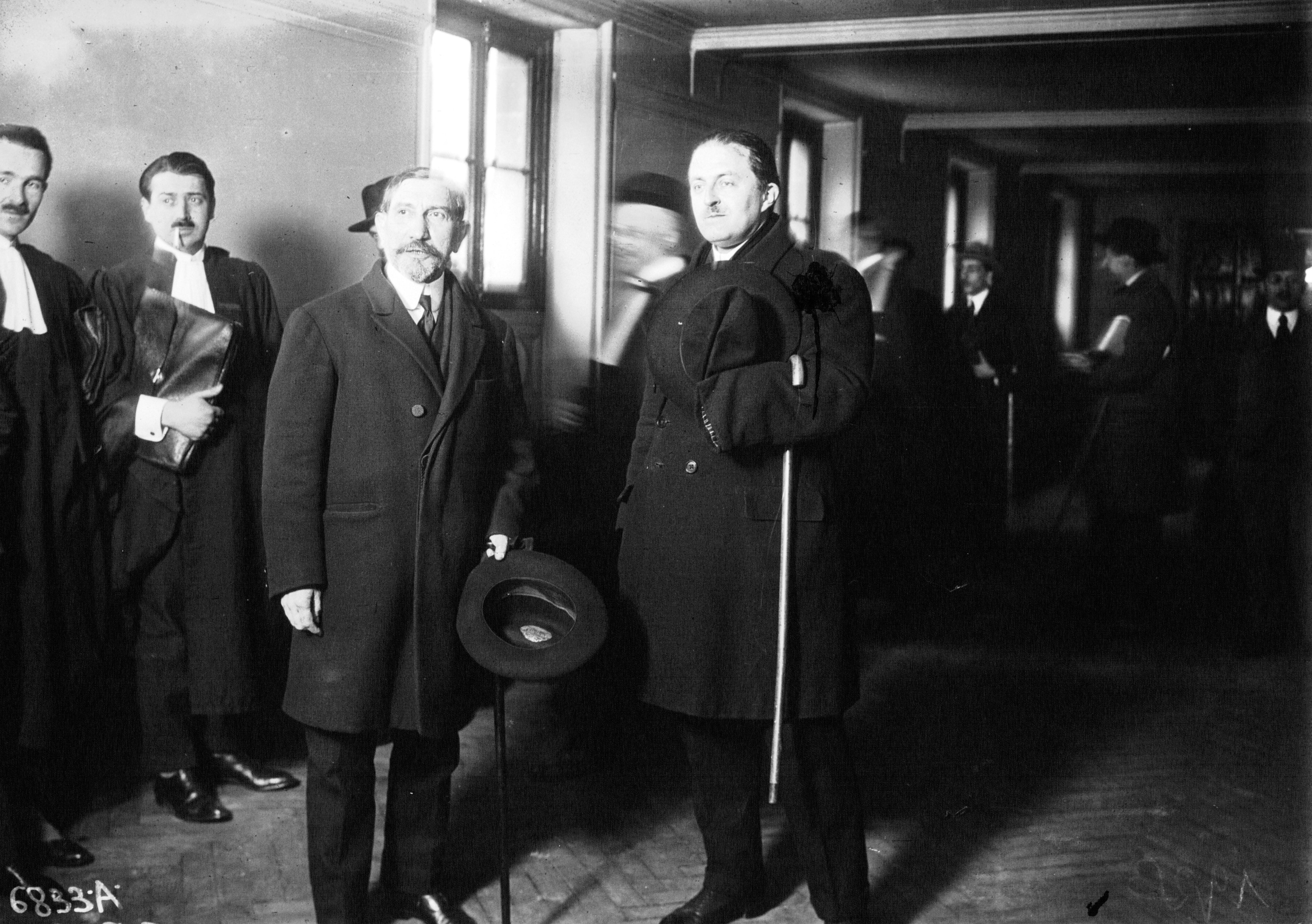
Charles Maurras (links) mit Maxime Real Del Sarte, die Leiter der Action française und der Camelots du roi

Die Action française ist eine rechtsextreme, ultranationalistische und monarchistische politische Gruppierung in Frankreich, die 1898 unter dem Eindruck der Dreyfus-Affäre entstand.

## Geschichte
Der ehemalige republikanische und später nationalistisch-royalistische Philosoph Henri Vaugeois und der Philosoph, Journalist und militante Royalist Maurice Pujo gründeten im April 1898 das Comité d’action française. L’Action française war der Titel der Zeitschrift, deren erste Ausgabe am 1. August 1899 erschien und die das Sprachrohr der Bewegung wurde. Ab 21. März 1908 erschien das Blatt als Tageszeitung, die Auflage stieg bis zum Jahr 1941 auf 60.000.
Ihren Vertrieb organisierten ab November 1908 die von Pujo gegründeten Camelots du roi, die zahlreiche gewaltsame Konflikte mit Sozialisten inszenierten und häufig in Umsturzpläne verstrickt waren. Ihnen gehörten zeitweilig u. a. auch Georges Bernanos, Robert Buron, der später Minister unter de Gaulle wurde, sowie Alexandre Sanguinetti, Minister unter Georges Pompidou an.
Die wichtigsten Anführer der Action française waren die Journalisten und Schriftsteller Charles Maurras (ab 1938 Mitglied der Académie française) und Léon Daudet, ein Sohn von Alphonse Daudet. Besonders einflussreich waren überdies der Historiker Jacques Bainville, der seit 1935 auch Mitglied der Académie française war, und eine Zeit lang auch der Religionswissenschaftler Georges Dumézil.
Die Action française war zunächst republikanisch, populistisch, nationalistisch und antisemitisch orientiert. Unter dem Einfluss der Gedanken von Maurras (Integraler Nationalismus) wandelte sie sich am Vorabend des Ersten Weltkriegs in eine monarchistische und antirepublikanische Organisation, die außerdem militant katholisch (und daher Nährboden des Integralismus) und deutschfeindlich war, sie bekämpfte Parlamentarismus und Demokratie. Ihr Ziel war die Wiedereinführung einer absoluten Erbmonarchie, tatsächlich aber kam sie dem Faschismus immer näher. Die politische Weltanschauung wurde bereits 1914 von Papst Pius X. als nicht mit der katholischen Religion vereinbar beurteilt, obwohl Maurras den Papst wegen seiner Zurückweisung des Laizismus als „Retter Frankreichs“ gerühmt hatte. Wegen des Krieges unterblieb die Veröffentlichung dieser päpstlichen Lehrverurteilung, die Papst Pius XI. dann im Dezember 1926 bekanntgab. Zuvor hatte sich ein Dialog mit den Führern der Action française als unmöglich erwiesen. Gegen die päpstliche Verurteilung rebellierten Teile der Organisation, für die eine politische Deutung des Papsttums (vgl. Ultramontanismus; nicht gemeint ist aber der konkrete Amtsgehorsam) unverzichtbarer Teil ihrer Ideologie war.
Auch der Antisemitismus blieb ein zentrales Ideologem der Action française. Inspiriert von den Verschwörungstheorien Édouard Drumonts und antikapitalistischen Vorstellungen wurden die Juden mit Ausländern, Protestanten und Freimaurern in ein imaginäres „Anti-Frankreich“ einsortiert, das es angeblich darauf abgesehen habe, Frankreich zu zerstören. Daher forderte Action française, die bürgerliche Gleichstellung der Juden, die während der Französischen Revolution errungen worden war, wieder rückgängig zu machen: Juden könnten angeblich keine Franzosen sein. Die Französische Revolution selbst sah die Action française als das Teufelswerk von Juden, Freimaurern und Ausländern an und deklarierte offen eine Wende. Angehörige der Action française verbreiteten die Protokolle der Weisen von Zion, eine antisemitische Hetzschrift, die vorgab, Beweise für eine jüdische Weltverschwörung zu liefern.

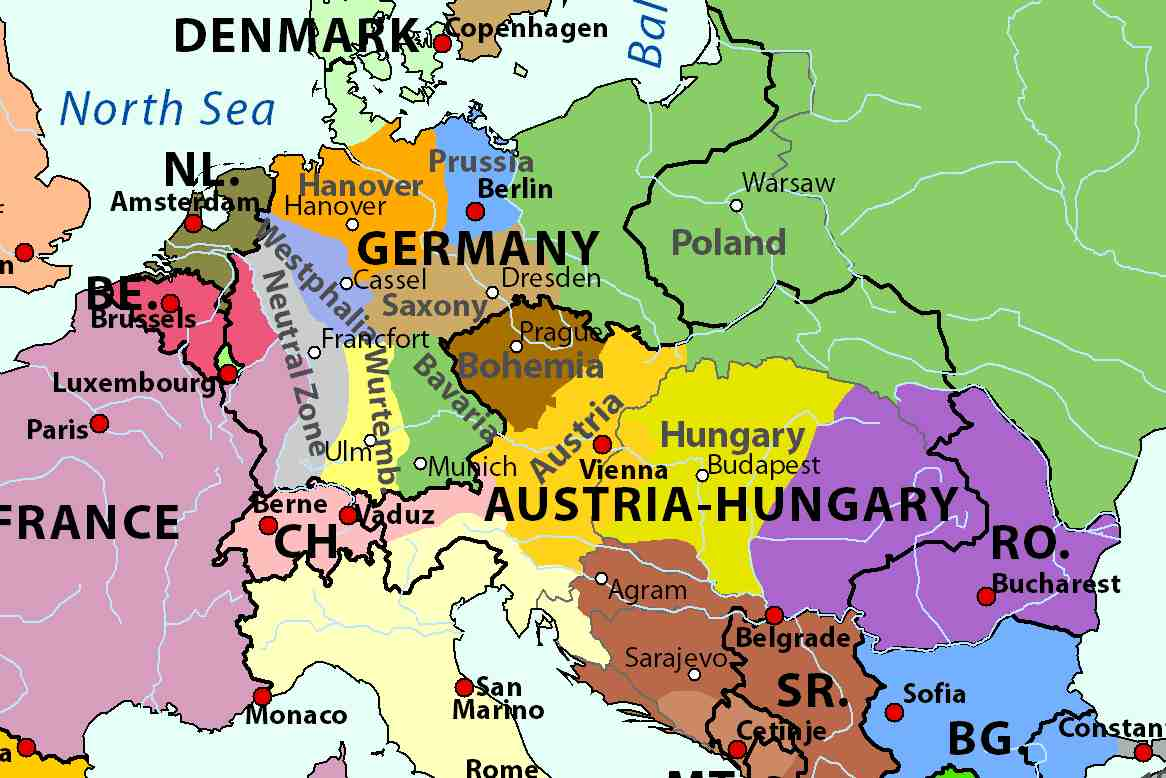
Ultranationalistische französische Vorstellungen von einer Nachkriegsordnung in Europa (1915), wie sie auch die Action française vertrat

Im Ersten Weltkrieg entwickelte die Action française Expansionspläne über den Rhein bzw. einige rechtsrheinische Brückenköpfe hinaus. Die Vorstellungen der Action française von der Zukunft Deutschlands waren am Vorbild des Westfälischen Friedens orientiert, also auf die Zerstörung der deutschen Einheit ausgerichtet. Während des Krieges nahm sie eine gouvernementale Haltung ein und stellte sich hinter die Regierung; sogar der Ministerpräsident und einstige Dreyfusard Georges Clemenceau konnte auf ihre Unterstützung zählen. Die Action française verfolgte während des im Kriege herrschenden Burgfriedens (Union sacrée) die gemeinsame Politik am entschiedensten und unerbittlichsten. Ihr Anteil an der Kriegspropaganda war deshalb beträchtlich.
Die Action française versuchte alle nationalistischen, antisemitischen und royalistischen Kräfte zu vereinen, kam jedoch nie über das Stadium eines Bindegliedes zwischen Honoratiorenverein und Massenorganisation hinaus.
Die Action française markierte mit ihrer Tageszeitung zwar den Standpunkt der äußersten Rechten in Frankreich und hatte wegen ihres entschiedenen Auftretens einiges Gewicht, stellte sich aber durch ihren antiquierten Royalismus selbst ins politische Abseits. Die Gruppierung mit ihrer kleinbürgerlichen Basis und adeligen Geldgebern unter intellektueller Führung konnte nur in den Zentren des Royalismus stabilen Rückhalt finden. Die Ideologie der Action française war aber nicht nur eine beliebige Anhäufung von Vorurteilen, sondern war im Kern gekennzeichnet durch einen religiös verbrämten, antihumanitären, antiaufklärerischen und konterrevolutionären Fundamentalismus. Diese Mischung aus Nationalismus, Rassismus bzw. Antisemitismus und Führerprinzip sowie eine aus vorgeblicher Ungleichheit abgeleitete Elitekonzeption (auch die Verherrlichung von Gewalt als Mittel der außen- wie innenpolitischen Auseinandersetzung) machte aus der Action française eine Vorform einer faschistischen Bewegung.

### Krise und Niedergang
Der „politische Naturalismus“ und „soziale Modernismus“ der Action française wurde seitens der katholischen Kirche am 20. Dezember 1926 von Papst Pius XI. als mit dem katholischen Glauben unvereinbar verurteilt. Das Verbot löste im französischen Katholizismus, der stark antiliberal und antirepublikanisch geprägt war, eine schwere Krise aus. Am 29. Dezember 1926 wurden Schriften von AF-Gründer Charles Maurras auf den Index Librorum Prohibitorum gesetzt, ebenso die Zeitung L’Action française. Eine wesentliche Ursache für den kirchlichen Schritt war Maurras’ öffentliches Bekenntnis, er habe seinen Glauben verloren. Seine frühere Publizistik zu Glaubensfragen war zum Teil agnostizistisch und von einem polemischen Ton geprägt. Persönlich fand er erst gegen Ende seines Lebens zum Glauben zurück. Dagegen hatte er sich stets zur Kirche als sozialem Ordnungsfaktor bekannt.
Die Organisation veröffentlichte eine unautorisierte Übersetzung von Hitlers Mein Kampf, die später in der „Liste Otto“ unter deutscher Besatzung verboten wurde, allerdings nur wegen urheberrechtlichen Vorbehalten der Deutschen.
Führende katholische Intellektuelle unterwarfen sich dem Urteil des Heiligen Stuhls. Im März 1927 wurden die Mitglieder der Action française vom Sakramentenempfang ausgeschlossen. Das Papsttum ging gestärkt, die Bewegung geschwächt aus der Krise hervor. Ab 1936 lösten der spanische Bürgerkrieg und der Stalinismus („Großer Terror“ 1936–1938) einen verstärkten Antikommunismus innerhalb der Kirche aus, und zahlreiche Geistliche, darunter die Karmeliter aus Lisieux, plädierten in Rom für eine Versöhnung mit der Action française. Im Juli 1939 hob der neu gewählte Papst Pius XII. das Verbot auf. Die französische Regierung löste die Action française am 13. Februar 1936 auf, ihre Zeitung L’Action française wurde 1944 verboten. Es existierten mehrere Nachfolgepublikationen, darunter ab 1947 das Blatt Aspects de la France.
Die Zeitung stellte sich 1939 gegen den Eintritt Frankreichs in den Zweiten Weltkrieg, sie stand nach dem Waffenstillstand 1940 auf der Seite des Vichy-Regimes unter Marschall Pétain. Anhänger der Action française wurden nach Kriegsende als Kollaborateure belangt, einige hatten sich allerdings auch der Résistance angeschlossen. Die Action française konstituierte sich 1947 neu und agiert heute unter dem Namen Centre royaliste d’Action française; sie spielt innerhalb der französischen extremen Rechten, die heute vor allem vom Rassemblement National geprägt wird, keine große Rolle mehr.